# Transat B to B
Pour les articles homonymes, voir BtoB.
La Transat B to B (Back to Britanny), également appelée Transat Saint Barth-Port la Forêt ou Retour à la Base selon les éditions, est une course transatlantique en solitaire pour les monocoques de classe 60 pieds IMOCA sur une distance de 3 500 milles à 4 200 milles. Il s'agit d'une course retour pour les concurrents de la Transat Jacques-Vabre, qualificative pour le Vendée Globe à venir.

## Parcours
| Année | Nom                               | Parcours                               | Distance milles | Vainqueur       | Temps                |
| ----- | --------------------------------- | -------------------------------------- | --------------- | --------------- | -------------------- |
| 2007  | Transat Ecover B to B             | Salvador de Bahia - Port-la-Forêt      | 4 200           | Loïck Peyron    | 14 j 9 h 13 min 25 s |
| 2011  | Transat B to B                    | Saint-Barthélemy - au large de Espagne |                 | François Gabart | 9 j 9 h 11 min 30 s  |
| 2015  | Transat Saint Barth-Port la Forêt | Saint-Barthélemy - Port-la-Forêt       |                 | Sébastien Josse | 10 j 5 h 18 min 17 s |
| 2019  | Transat B to B                    | Saint-Barthélemy - Lorient             | 3 300           |                 |                      |
| 2023  | Retour à la Base                  | Fort-de-France - Lorient               | 3 500           | Yoann Richomme  | 9 j 0 h 03 min 48 s  |

## Édition 2007

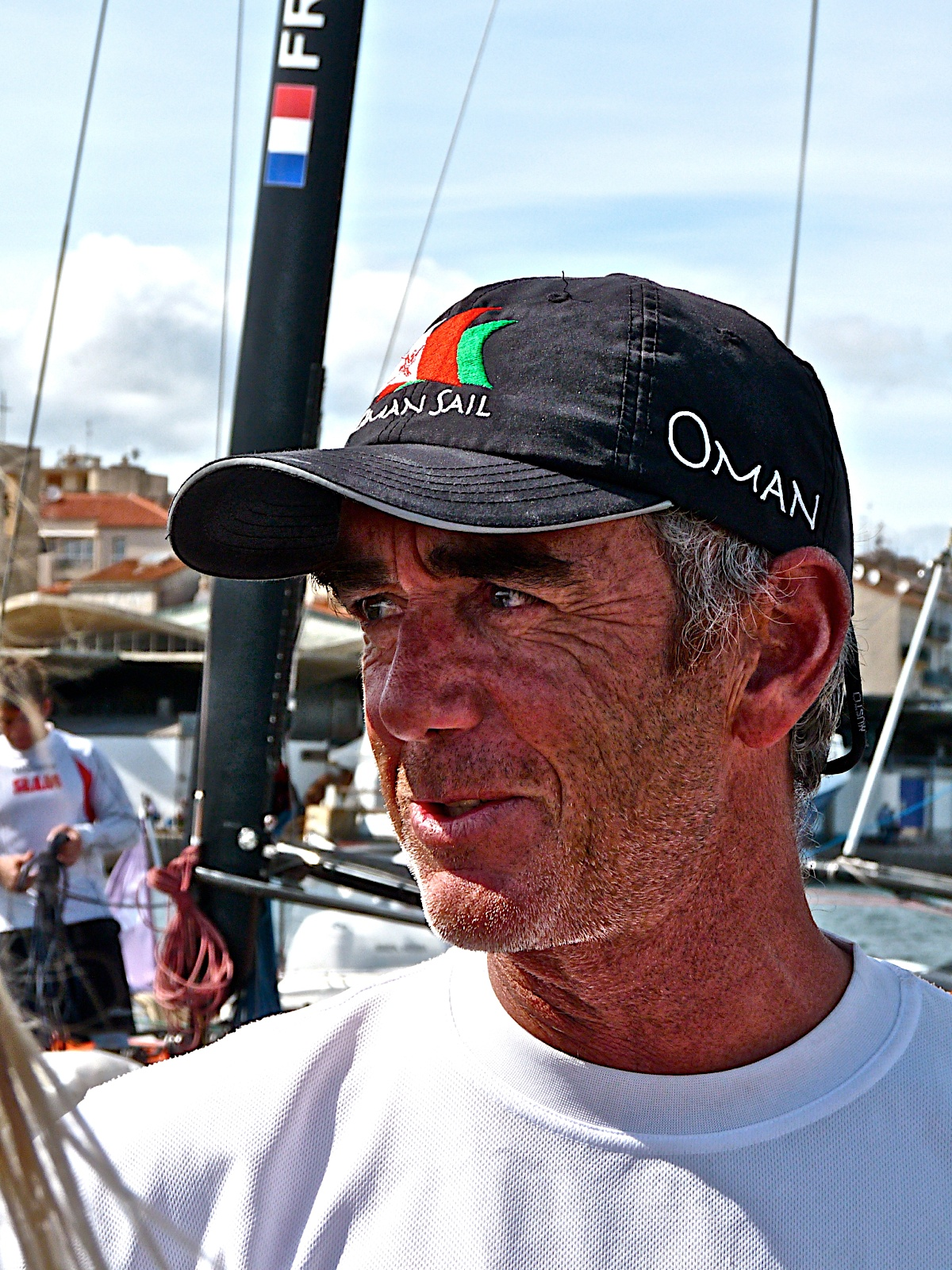
Loïck Peyron, vainqueur de l'édition 2007.

Course entre Salvador de Bahia et Port-la-Forêt. Lors de cette première édition 15 monocoques furent au départ le 29 novembre 2007. C'est une course qualificative pour le Vendée Globe 2008-2009.
| Position | Skipper                | Nationalité | Bateau              | Temps/commentaire     |
| -------- | ---------------------- | ----------- | ------------------- | --------------------- |
| 1        | Loïck Peyron           | France      | Gitana Eighty       | 14 j 09 h 13 min 25 s |
| 2        | Kito de Pavant         | France      | Groupe Bel          | 14 j 12 h 22 min 49 s |
| 3        | Michel Desjoyeaux      | France      | Foncia              | 14 j 13 h 43 min 24 s |
| 4        | Yann Eliès             | France      | Générali            | 14 j 19 h 22 min 02 s |
| 5        | Marc Guillemot         | France      | Safran              | 15 j 08 h 25 min 44 s |
| 6        | Bernard Stamm          | Suisse      | Cheminées Poujoulat | 15 j 16 h 24 min 34 s |
| 7        | Samantha Davies        | Royaume-Uni | Roxy                | 17 j 17 h 38 min 46 s |
| 8        | Yannick Bestaven       | France      | Cervin EnR          | 18 j 00 h 57 min 48 s |
| 9        | Arnaud Boissières      | France      | Akena Véranda       | 19 j 00 h 57 min 26 s |
| 10       | Jean-Baptiste Dejeanty | France      | Groupe Maisonneuve  | 20 j 06 h 21 min 45 s |
| 11       | Rich Wilson            | États-Unis  | Great America III   | 21 j 23 h 22 min 34 s |
| 12       | Derek Hatfield         | Canada      | Spirit of Canada    | 22 j 02 h 20 min 21 s |
| Abandon  | Dee Caffari            | Royaume-Uni | Aviva               | Démâtage              |
| Abandon  | Mike Golding           | Royaume-Uni | Ecover              | Problèmes électriques |
| Abandon  | Armel Le Cléac’h       | France      | Brit Air            | Démâtage              |

## Édition 2011
Course entre Saint-Barthélemy et Lorient. Lors de cette édition, 8 monocoques ont pris le départ le 5 décembre 2011. C'est une course qualificative pour le Vendée Globe 2012-2013.
En raison des conditions météorologiques à Lorient et dans le golfe de Gascogne en fin de course, la direction de course a décidé de raccourcir la transat et de juger l'arrivée au large de l'Espagne. C'est François Gabart qui franchit la nouvelle ligne d'arrivée virtuelle le 15 décembre à 00h11, devant Armel Le Cléac'h puis Vincent Riou.
Étant défavorisé par sa position plus au Nord de la flotte, lors de la mise en place de la porte de sécurité, et après réclamation, le jury a accordé à Alex Thomson un reclassement en quatrième position, à égalité avec Mike Golding.
| Position | Skipper          | Nationalité | Bateau           | Temps/commentaire     |
| -------- | ---------------- | ----------- | ---------------- | --------------------- |
| 1        | François Gabart  | France      | MACIF            | 09 j 09 h 11 min 30 s |
| 2        | Armel Le Cléac'h | France      | Banque populaire | 09 j 13 h 08 min 10 s |
| 3        | Vincent Riou     | France      | PRB              | 09 j 15 h 30 min 20 s |
| 4        | Mike Golding     | Royaume-Uni | Gamesa           | 09 j 18 h 58 min 00 s |
| 4        | Alex Thomson     | Royaume-Uni | Hugo Boss        | 10 j 01 h 43 min 00 s |
| 5        | Marc Guillemot   | France      | Safran           | 09 j 21 h 33 min 00 s |
| 6        | Jean-Pierre Dick | France      | Virbac Paprec 3  | 11 j 06 h 55 min 00 s |
| 7        | Louis Burton     | France      | Bureau Vallée    | 11 j 19 h 25 min 00 s |

## Édition 2015
L'édition 2015 relie Saint-Barthélemy à Port-la-Forêt. Elle est pour l'occasion renommée Transat Saint Barth-Port la Forêt. Elle fait office de retour en solitaire de la Transat Jacques-Vabre 2015 et est qualificative pour le Vendée Globe 2016-2017. 7 skippers prennent le départ le 6 décembre 2015 sur des monocoques 60 pieds IMOCA.
Morgan Lagravière ne participe pas sur son monocoque Safran II, dont les dégâts subis lors de la Transat Jacques-Vabre étaient trop importants pour être réparés à temps, mais sur Adopteunskipper.net
loué à Nicolas Boidevézi. En retard dans sa préparation, Enda O'Coineen n'avait pas pris le départ de la Transat Jacques-Vabre et est parti 24 heures après les autres concurrents dans cette transat.
| Position | Skipper           | Bateau                   | Temps/commentaire     |
| -------- | ----------------- | ------------------------ | --------------------- |
| 1        | Sébastien Josse   | Edmond de Rothschild     | 10 j 05 h 18 min 17 s |
| 2        | Fabrice Amedeo    | Newrest/Matmut           | 12 j 23 h 57 min 42 s |
| 3        | Enda O'Coineen    | Currency House Kilcullen | 13 j 22 h 19 min 55 s |
| 4        | Morgan Lagravière | Safran                   | 16 j 13 h 32 min 02 s |
| Abandon  | Thomas Ruyant     | Le Souffle du Nord       | Problèmes de quille   |
| Abandon  | Éric Holden       | O Canada                 | Problèmes de quille   |
| Abandon  | Paul Meilhat      | SMA                      | Blessure              |

## Édition 2023
L'édition 2023, organisé par Lorient Grand Large avec son directeur de course Hubert Lemonnier, relie Fort-de-France (Martinique) à Lorient sur une distance de 3 500 milles. Elle est renommée Retour à la Base (1re édition), car elle fait office de retour en solitaire de la Transat Jacques-Vabre 2023 et est qualificative pour le Vendée Globe 2024-2025 pour les monocoques 60 pieds IMOCA. Le départ de la course a lieu le 30 novembre 2023 avec 32 participants dont 8 bateaux neufs.
| 32 participants     | 32 participants                      | 32 participants | 32 participants | 32 participants | 32 participants       | 32 participants   | 32 participants | 32 participants |
| Skipper             | Bateau                               | Bateau          | Arrivée         | Arrivée         | Arrivée               | Arrivée           | Arrivée         | Arrivée         |
| Skipper             | Nom                                  | Lancé           | Class ement     | Date            | Temps                 | Moyenne théorique | Moyenne réelle  | Distance réelle |
| ------------------- | ------------------------------------ | --------------- | --------------- | --------------- | --------------------- | ----------------- | --------------- | --------------- |
| Yoann Richomme      | Paprec Arkéa                         | 2023            | 1re             | 9 décembre      | 9 j 0 h 3 min 48 s    | 16,20             | 19,70           | 4 256           |
| Jérémie Beyou       | Charal                               | 2022            | 2e              | 9 décembre      | 9 j 5 h 53 min 31 s   | 15,77             | 19,30           | 4 283           |
| Sam Goodchild       | For The Planet                       | 2019            | 3e              | 10 décembre     | 9 j 7 h 43 min 21 s   | 15,64             | 19,48           | 4 357           |
| Boris Herrmann      | Malizia Seaexplorer                  | 2022            | 4e              | 10 décembre     | 9 j 20 h 2 min 41 s   | 14,83             | 19,02           | 4 490           |
| Damien Seguin       | Groupe Apicil                        | 2015            | 5e              | 10 décembre     | 9 j 22 h 55 min 53 s  | 14,65             | 18,25           | 4 360           |
| Samantha Davies     | Initiatives-Cœur                     | 2022            | 6e              | 10 décembre     | 10 j 0 h 36 min 29 s  | 14,54             | 18,29           | 4 401           |
| Louis Burton        | Bureau Vallée                        | 2020            | 7e              | 10 décembre     | 10 j 4 h 33 min 11 s  | 14,30             | 17,76           | 4 343           |
| Nicolas Lunven      | Holcim-PRB                           | 2022            | 8e              | 11 décembre     | 10 j 11 h 28 min 54 s | 13,91             | 18,33           | 4 610           |
| Isabelle Joschke    | MACSF                                | 2007            | 9e              | 11 décembre     | 10 j 17 h 12 min 23 s | 13,61             | 17,30           | 4 450           |
| Romain Attanasio    | Fortinet Best Western                | 2015            | 10e             | 11 décembre     | 10 j 21 h 20 min 4 s  | 13,38             | 16,85           | 4 404           |
| Pip Hare            | Medallia                             | 2015            | 11e             | 11 décembre     | 10 j 21 h 41 min 14 s | 13,37             | 17,01           | 4 451           |
| Clarisse Crémer     | L'Occitane en Provence               | 2019            | 12e             | 11 décembre     | 11 j 4 h 29 min 36 s  | 13,02             | 16,78           | 4 507           |
| Benjamin Ferré      | Monnoyeur Duo for a job              | 2011            | 13e             | 12 décembre     | 11 j 7 h 34 min 42 s  | 12,89             | 16,08           | 4 366           |
| Conrad Colman       | Mail Boxes Etc.                      | 2007            | 14e             | 12 décembre     | 11 j 9 h 30 min 42 s  | 12,79             | 15,63           | 4 274           |
| Alan Roura          | Hublot                               | 2019            | 15e             | 12 décembre     | 11 j 10 h 38 min 59 s | 12,73             | 15,87           | 4 359           |
| Arnaud Boissières   | La Mie Câline                        | 2010            | 16e             | 12 décembre     | 11 j 14 h 59 min 2 s  | 12,54             | 15,86           | 4 424           |
| Thomas Ruyant       | For People                           | 2023            | 17e             | 12 décembre     | 11 j 15 h 59 min 46 s | 12,49             | 15,97           | 4 472           |
| Kojiro Shiraishi    | DMG Mori Gobal One                   | 2019            | 18e             | 12 décembre     | 11 j 16 h 11 min 42 s | 12,48             | 15,46           | 4 333           |
| Sébastien Simon     | Groupe Dubreuil                      | 2021            | 19e             | 12 décembre     | 11 j 18 h 36 min 0 s  | 12,38             | 15,94           | 4 504           |
| Tanguy Le Turquais  | Lazare                               | 2006            | 20e             | 12 décembre     | 12 j 0 h 7 min 0 s    | 12,14             | 14,19           | 4 090           |
| Sébastien Marsset   | Foussier                             | 2006            | 21e             | 12 décembre     | 12 j 0 h 37 min 59 s  | 12,12             | 14,47           | 4 176           |
| Louis Duc           | Fives Group Lantana Environnement    | 2006            | 22e             | 12 décembre     | 12 j 5 h 38 min 27 s  | 11,91             | 14,20           | 4 170           |
| Violette Dorange    | Devenir                              | 2007            | 23e             | 13 décembre     | 12 j 7 h 34 min 55 s  | 11,83             | 15,10           | 4 464           |
| Guirec Soudée       | Freelance.com                        | 2007            | 24e             | 13 décembre     | 12 j 9 h 17 min 45 s  | 11,76             | 13,86           | 4 119           |
| Manuel Cousin       | Coup de Pouce Giffard Manutention    | 2007            | 25e             | 13 décembre     | 12 j 11 h 53 min 38 s | 11,66             | 14,01           | 4 203           |
| Antoine Cornic      | Human Immobilier                     | 2006            | 26e             | 13 décembre     | 12 j 13 h 19 min 23 s | 11,61             | 13,61           | 4 100           |
| Fabrice Amedeo      | Nexans Arts & Fenêtres               | 2007            | 27e             | 13 décembre     | 12 j 15 h 4 min 46 s  | 11,54             | 13,49           | 4 090           |
| Szabolcs Weöres     | New Europe                           | 2007            | 28e             | 13 décembre     | 12 j 15 h 18 min 57 s | 11,53             | 13,44           | 4 076           |
| François Guiffant   | Partage                              | 2004            | 29e             | 13 décembre     | 12 j 21 h 11 min 1 s  | 11,31             | 13,09           | 4 047           |
| Denis Van Weynbergh | D'Ieteren Group                      | 2014            | 30e             | 14 décembre     | 13 j 14 h 35 min 53 s | 10,71             | 12,66           | 4 134           |
| Jingkun Xu          | Singchain Team Haikou                | 2007            | 31e             | 14 décembre     | 13 j 19 h 24 min 51 s | 10,55             | 12,26           | 4 062           |
| Jean Le Cam         | Tout commence en Finistère Armor lux | 2023            | 32e             | 18 décembre     | 18 j 5 h 37 min 24 s  | 8,00              | 9,35            | 4 092           |